# الدوري الجنوبي لكرة القدم 1910–11
الدوري الجنوبي لكرة القدم 1910–11 (بالإنجليزية: 1910–11 Southern Football League)‏ هو موسم من الدوري الجنوبي الممتاز. فاز فيه سويندون تاون.